# Evangelický hřbitov v Hlučíně
Evangelický hřbitov v Hlučíně se nacházel u evangelického kostela. Během období druhé světové války byl hřbitov zničen nacistickými vojsky. [kdy?]

## Historie
Stavební místo pro stavbu kostela a hřbitova v Hlučíně daroval dne 13. února 1859 krajský ranhojič Werner z Dlouhé Vsi (dnes součást města). V roce 1898 byla na hřbitově za kostelem postavena hrobka rodiny Wetekampů, která přetrvala až do současnosti. V roce 1965 došlo ke zrušení hřbitova.